# 赤色矮星
赤色矮星（せきしょくわいせい、英: red dwarf）とは、主系列星（矮星）の中で特に小さく低温な恒星のグループである。主にスペクトル型がM型の主系列星を指すが、低温のK型主系列星の一部を含めることもある。表面が低温で赤色にみえるため、この名がある。
赤色矮星は、少なくとも太陽の近傍においては銀河系の恒星の中で最も一般的なタイプの恒星である。しかし光度が小さいため、個々の赤色矮星を観測するのは容易ではない。地球からは、狭義の赤色矮星に該当する恒星で肉眼で見ることができるものはない。太陽に最も近い恒星であるプロキシマ・ケンタウリは赤色矮星であり、太陽系に近い恒星60個のうち50個が赤色矮星である。ある推定によると、赤色矮星は銀河系内の恒星のうち4分の3を占める。
太陽に近い最も低温な赤色矮星の表面温度は 2000 K 程度であり、最も小さいものは半径が太陽の 9% 程度、質量は太陽の 7.5% 程度である。これらの赤色矮星のスペクトル型は L0 から L2 となる。非常に重い褐色矮星のうち金属量が低い天体は 3600 K 程度の有効温度を持ちスペクトル型が晩期M型であるため、赤色矮星と褐色矮星はスペクトル分類上はある程度の重複がある。
「赤色矮星」という用語の定義と用法は、より高温で重い側の天体をどこまで含むかによって変化する。定義のうちの一つは「M型矮星」（M型主系列星）と同義であり、この場合は有効温度の最大値は 3900 K、質量は最大で0.6太陽質量である。別の定義ではM型主系列星の全てとK型主系列星の全てを含み、この場合温度は最高で 5200 K、質量は最大で0.8太陽質量となる。また別の定義では、全てのM型主系列星とK型主系列星の一部を含む。最も低温で低質量のM型矮星の大部分は褐色矮星であり実際には恒星ではないと考えられるため、これらは赤色矮星の定義からは除かれる。
恒星の内部構造の理論モデルによると、太陽質量の0.35倍より軽い赤色矮星は内部全体が対流層になる全対流を起こす。水素の熱核融合によって生成されるヘリウムが全対流によって恒星全体に均等に再分配されるため、中心核にヘリウムが蓄積するのが阻害され、核融合を起こすことができる期間が長くなる。そのため低質量の赤色矮星は非常にゆっくりと進化し、核融合の燃料が枯渇するまで、数兆年にわたって一定の光度とスペクトル型を維持する。赤色矮星の寿命に比べて現在の宇宙の年齢は比較的短いため、主系列段階より先の段階に進化した赤色矮星は存在しない。

## 概要

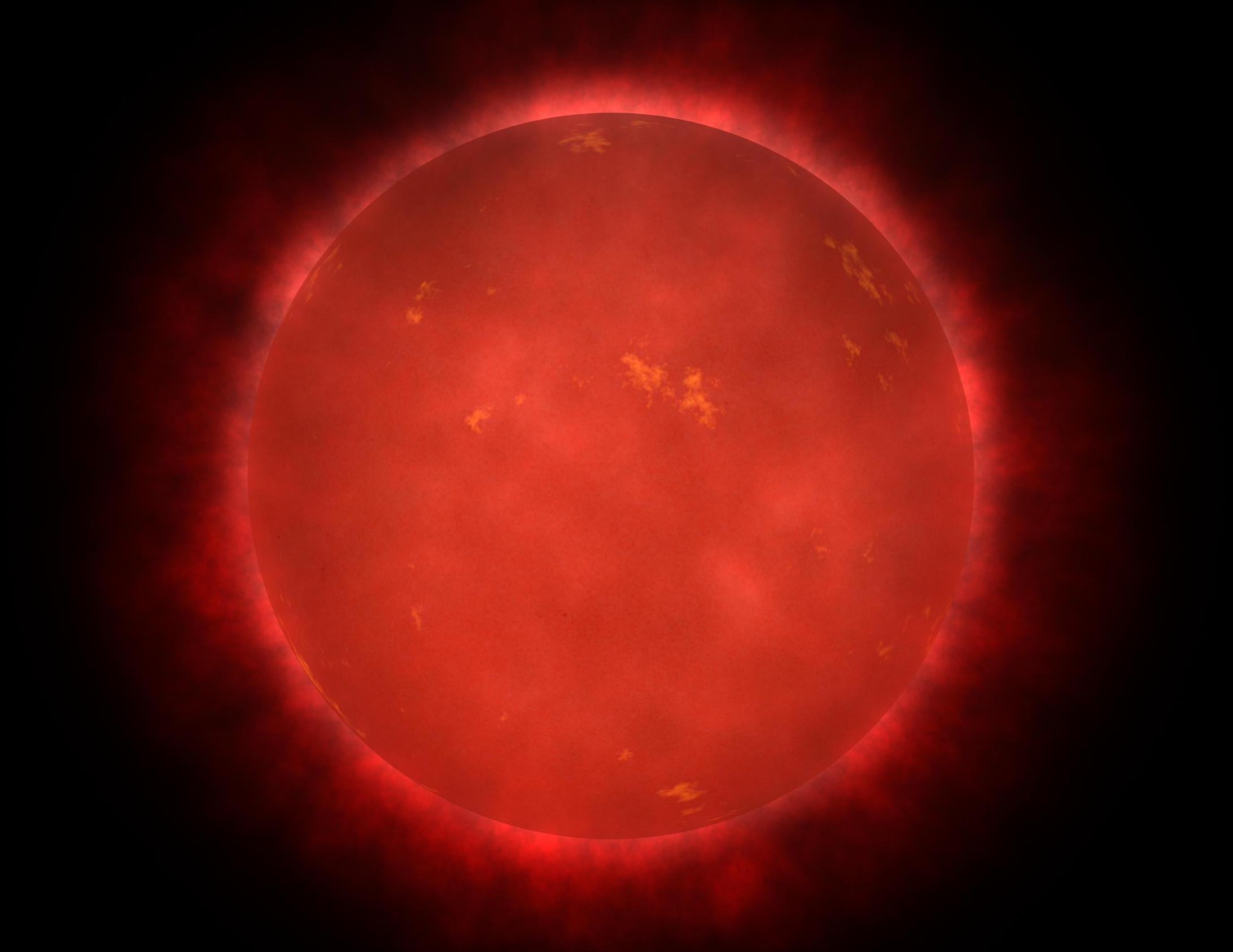
赤色矮星の想像図

主系列星は、質量が小さいものほど以下の特徴を強く示すようになる。
- 直径が小さい
- 表面温度が低く、放つ光が赤みを帯びる（黒体を参照）
- 明るさが暗い
- 恒星としての寿命が長い

赤色矮星は主系列星の中でも特に質量が小さく、これらの特徴が顕著である。また、赤色矮星は活発なフレア活動を示す傾向があり、閃光星と呼ばれる変光星に分類されるものが多い。
赤色矮星のサイズや明るさは様々である。太陽系に最も近い恒星のプロキシマ・ケンタウリは、質量・半径がともに太陽の7分の1程度、可視光での明るさは1万8000分の1に過ぎないが、最大級の赤色矮星であるラランド21185は、質量・半径ともに太陽の半分弱、明るさは180分の1に達する。
最小の赤色矮星の質量は太陽質量の 8% 程度である。これより質量の小さい天体は、中心部の温度が上がらず、軽水素の核融合反応を起こせない。このような天体は、恒星ではなく褐色矮星に分類される。一方、最大の赤色矮星の質量は太陽質量の46%程度と考えられ、これより質量の大きい恒星は終末期に膨張して赤色巨星へと変化することが予想されている。
赤色矮星は宇宙で最もありふれた恒星でもある。個数ベースで見ると、太陽近傍にある恒星と白色矮星のうちM型の赤色矮星が6割を占め、白色矮星を除くとその割合は8割弱に達する。

## 定義

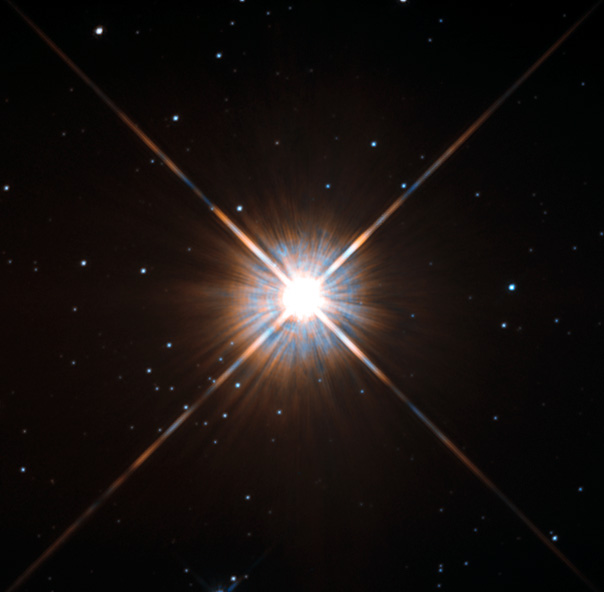
太陽から4.2光年と最も近い位置にある赤色矮星プロキシマ・ケンタウリ

「赤色矮星」という用語には厳密な定義は存在しない。この用語の最も初期の使用例は1915年であり、単に高温な「青い」矮星と「赤い」矮星とを対比するために使用された。この用語の使用は確立されていったものの、その定義は曖昧なままであった。どのスペクトル型の恒星が赤色矮星に分類されるかについては、研究者により様々な範囲が決められている。例えばスペクトル型が K8 から M5 までとするもの、あるいは K5 より晩期のものとするものなどである。その他には dM と略される "Dwarf M star" という呼称も用いられたが、この分類にはしばしばスペクトル型が K の恒星も含まれた。
現在の用例においても、赤色矮星の定義は依然として揺れがある。明示的に定義される場合、典型的には晩期K型星と早期から中期M型星を含むが、多くの場合単にM型星のみに限定される。また、全てのK型星が赤色矮星に含まれる場合や、さらに早期型の恒星が含まれる場合もある。
最近のサーベイ観測では、非常に低温だが実際に主系列星である天体に対して、L2 や L3 のスペクトル型が与えられている。同時に、M6 や M7 程度よりも低温な多くの天体は褐色矮星であり、水素の核融合反応を維持できるだけの十分な質量を持っていない。そのため、赤色矮星と褐色矮星のスペクトル型には大きな重複があることになる。このスペクトル型の範囲内にある天体は分類分けを行うのが難しい。

## 特徴
赤色矮星は非常に低質量の恒星である。そのため中心部は比較的低圧で、核融合の速度は遅く、そのため温度も低い。エネルギーは、陽子-陽子連鎖反応によって水素からヘリウムが合成される核融合反応の過程で生成される。したがって赤色矮星が放射する光は非常に弱く、しばしば太陽の1万分の1程度の明るさになる。しかし生み出すエネルギーの量は 1022 W (10兆ギガワット) に達する。最も大きな赤色矮星、例えば HD 179930 や HIP 12961、けんびきょう座AX星であっても、その光度は太陽光度のわずか 10% に過ぎない。
一般に、質量が太陽の0.35倍より軽い赤色矮星では、核から表面へのエネルギー輸送は対流によって行われる。赤色矮星内部は温度に比べて密度が高く、内部の不透明度のため対流が発生する。その結果として放射によるエネルギー輸送は減少し、その代わりに対流が恒星の表面へエネルギーを輸送する主要な形態となる。0.35太陽質量より重い恒星では、核の周辺に対流が発生しない領域を持つ。

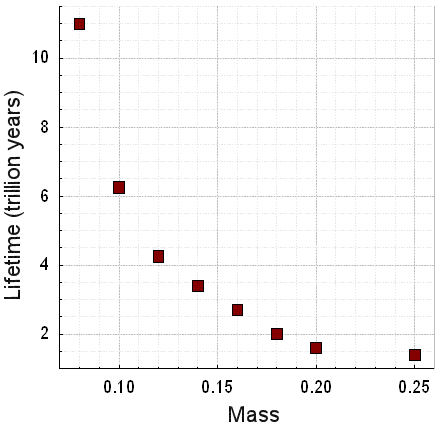
赤色矮星の主系列段階の寿命の理論予測。横軸は恒星の質量で単位は太陽質量、縦軸は兆年。

低質量の赤色矮星は内部全体が対流する全対流であるため核にヘリウムが蓄積せず、太陽のような大きな恒星と比較して主系列を離れる前に自身が持つ水素のより多くの割合を核融合で消費することができる。その結果として、赤色矮星の推定寿命は現在の宇宙の年齢よりも遥かに長く、0.8太陽質量より軽い恒星で主系列段階を終えるほどの時間が経過したものは無い。質量の軽い赤色矮星ほど寿命は長くなる。太陽の主系列星としての寿命は100億年と予測されているが、赤色矮星の寿命は太陽質量との比の3乗から4乗に応じて長くなると考えられている。したがって、太陽質量の0.1倍の質量を持つ赤色矮星の場合は、10兆年にわたって核融合を継続すると考えられる。赤色矮星中の一定の割合の水素が消費されると、核での核融合の速度が低下し、核が収縮を始める。サイズが減少することによって重力エネルギーが解放されて熱へと変換され、その熱は対流によって恒星内部を輸送される。
| スペクトル 分類 | 質量 (M☉) | 半径 (R☉) | 光度 (L☉) | Teff (K) |
| --------------- | --------- | --------- | --------- | -------- |
| M0V             | 60%       | 62%       | 7.2%      | 3,800    |
| M1V             | 49%       | 49%       | 3.5%      | 3,600    |
| M2V             | 44%       | 44%       | 2.3%      | 3,400    |
| M3V             | 36%       | 39%       | 1.5%      | 3,250    |
| M4V             | 20%       | 26%       | 0.55%     | 3,100    |
| M5V             | 14%       | 20%       | 0.22%     | 2,800    |
| M6V             | 10%       | 15%       | 0.09%     | 2,600    |
| M7V             | 9%        | 12%       | 0.05%     | 2,500    |
| M8V             | 8%        | 11%       | 0.03%     | 2,400    |
| M9V             | 7.5%      | 8%        | 0.015%    | 2,300    |

数値シミュレーションによると、赤色矮星のうち赤色巨星に進化するための最小質量は太陽の0.25倍である。これより軽い天体は年老いるにつれて表面温度と光度が上昇して青色矮星へと進化し、最終的に白色矮星になる。恒星の質量が小さいほど、この進化のプロセスには時間がかかる。0.16太陽質量の赤色矮星 (近傍のバーナード星の質量に近い) の場合、主系列の段階に25兆年留まり、その後50億年青色矮星の段階が続く。青色矮星の段階では光度は太陽光度の3分の1、表面温度は 6500–8500 K になると考えられる。
より重い恒星が進化して主系列を離れてからも赤色矮星やその他の低質量星は主系列に留まり続けるという事実から、星団内で既に主系列を離れた恒星の質量を元にしてその星団の年齢を推定することができる。この手法から宇宙の年齢の下限値が与えられるほか、銀河ハローや銀河円盤などのような銀河系内の構造の形成時間スケールの下限値を推定することができる。
観測されている全ての赤色矮星は「金属」を含んでいる。ここで言う金属とは天文学における金属であり、水素とヘリウムより重い元素を指す。ビッグバン理論によると、第一世代の恒星は水素とヘリウム、そして微量のリチウムのみからなり、したがって低金属量であると予想される。赤色矮星は極めて寿命が長いため、初代星 (種族IIIの恒星) として宇宙初期に誕生した赤色矮星は現在でも存在しているはずである。しかし、金属量が低い赤色矮星は希少である。現在受け入れられている宇宙の化学進化モデルでは、宇宙初期の金属が欠乏した環境では巨大な恒星のみが形成されると考えられているため、金属量が低い矮星は数が少なかったと予想されている。巨大な恒星が超新星爆発を起こしてその短い生涯を終えると、より小さい恒星を形成するために必要な重元素を周囲に放出する。このため、宇宙が年老いて金属が増加するにつれて、軽い恒星がより一般的な存在になっていく。このような理由で、宇宙初期に形成された年老いた低金属量の赤色矮星は基本的に数が少ない。同様のことはK型主系列星やG型主系列星でも知られている。
軽い赤色矮星と最も重い褐色矮星の境界となる質量は、金属量に強く依存する。太陽と同じ金属量の場合、境界は0.07太陽質量程度であるが、金属量がゼロの環境では0.09太陽質量程度となる。太陽金属量では最も軽い赤色矮星は理論的には 1700 K 程度の温度になるが、太陽の近傍にある赤色矮星の温度の測定からは、最も低温なものはおよそ 2075 K でスペクトル分類は L2 であることが示唆されている。理論的な予測では、金属量がゼロである最も低温な赤色矮星の温度はおよそ 3600 K となる。最も軽い赤色矮星の半径はおよそ0.09太陽半径だが、より重い赤色矮星とより軽い褐色矮星はどちらもそれより大きな半径を持つ。

## スペクトル標準星

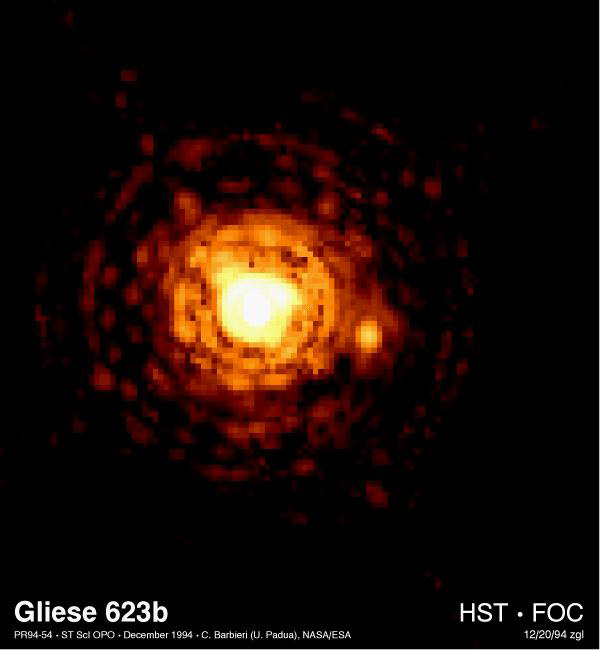
グリーゼ623は2つの赤色矮星からなる連星であり、左がグリーゼ623A、中央右の暗い天体がグリーゼ623Bである。

M型星に対するスペクトル標準は年々わずかに変化しているが、1990年代前半以降はある程度固定されている。これは、赤色矮星は近傍にあるものでさえ非常に暗く、中期から晩期M型星の研究は天文学の観測技術が写真乾板からCCD、そして赤外線に敏感なアレイへと進歩した過去数十年でようやく進展したという事実が部分的な要因である。
ハロルド・レスター・ジョンソンとウィリアム・ウィルソン・モーガンによる1953年の改定されたスペクトル分類では、M型のスペクトル標準星としてリストアップされていたのは HD 147379 (M0V) とラランド21185 (M2V) の2つのみであった。HD 147379 は後の分類では標準星とみなされなかったが、ラランド21185は依然として M2V の主要な標準星である。MK分類において "anchor standard" として挙げられた赤色矮星は存在しないが、ラランド21185は多くの分類において M2V の標準星として生き延びた。
1973年のモーガンとキーナンによるMK分類の再検討においては、赤色矮星のスペクトル標準星は含まれていなかった。1976年にキーナンと McNeil によって、さらに P. C. Boeshaar によって赤色矮星の標準星が発表されたが、残念ながら標準星についての合意はほとんど得られなかった。1980年代以降により低温な恒星が同定されたため、赤色矮星のスペクトル標準星を全面的に見直す必要性が明確となった。1991年にスチュワード天文台の研究グループは、主に Boeshaar の標準星に基づき K5V から M9V までのスペクトル分類の標準星を与えた。これらのM型主系列星の大部分が、現在も標準星として生き残っている。1991年以降は赤色矮星のスペクトル分類方法にはほとんど変化はなく、いくらかの標準星の追加などが行われている。M型主系列星の主要なスペクトル標準星には、GJ 270 (M0V)、グリーゼ229A (M1V)、ラランド21185 (M2V)、グリーゼ581 (M3V)、グリーゼ402 (M4V)、GJ 51 (M5V)、ウォルフ359 (M6V)、へびつかい座V1054星C (M7V)、VB 10 (M8V)、LHS 2924 (M9 V) がある。

## 惑星系

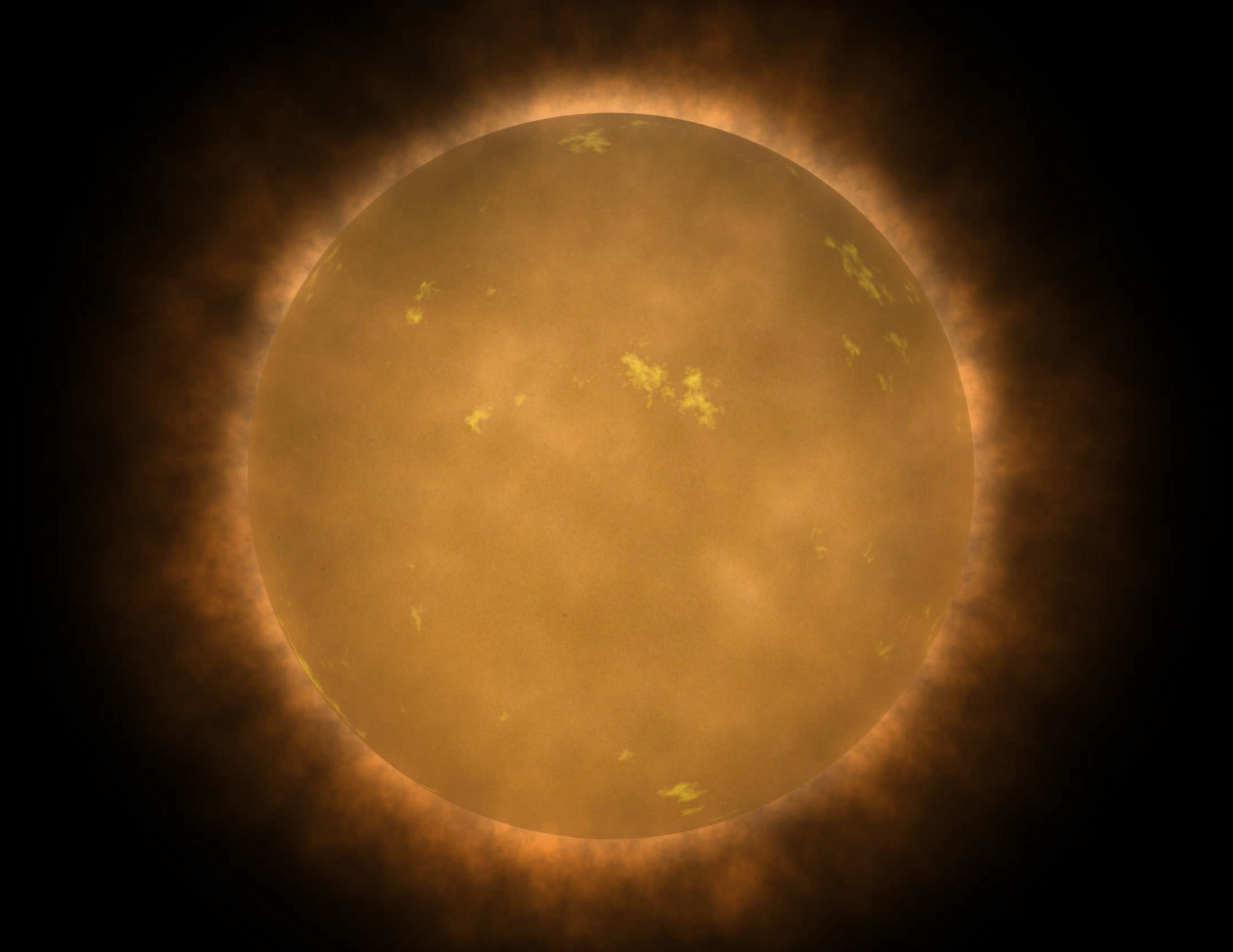
赤色矮星の想像図。赤色矮星は太陽近傍や宇宙で最も一般的なタイプの恒星である。赤色矮星という名称ではあるものの、この表面温度の天体は接近してみるとオレンジ色に見える。

多くの赤色矮星の周りに太陽系外惑星が発見されているが、大きな木星サイズの惑星は比較的希少である。多様な恒星の周りでの視線速度法による系外惑星探査では、太陽質量の2倍の恒星は6個に1個が木星サイズの惑星を最低1個持つのに対し、太陽に類似した恒星では16個に1個、赤色矮星では50個に1個とわずかである。その一方で重力マイクロレンズによる系外惑星探査では、赤色矮星3個に1個の割合で海王星質量の長周期の惑星が存在することが示唆されている。また HARPS を用いた観測では、赤色矮星の 40% が、液体の水が惑星表面に存在可能な領域であるハビタブルゾーン内にスーパーアース級の惑星を持つことが示唆されている。低質量星周りでの惑星形成のコンピュータシミュレーションでは地球サイズの惑星が最も多く形成されることが予測されているが、シミュレーション中で形成された惑星の 90% 以上は質量にして少なくとも 10% の水を含むため、赤色矮星を公転する多くの地球サイズの惑星は深い海に覆われていることが予想される。
グリーゼ581の周囲には、2005年から2010年にかけて少なくとも4つ、最大で6つの系外惑星の発見が報告された。そのうち一つは海王星程度の質量、もしくは16地球質量を持つ。この惑星は主星からわずか600万キロメートルの距離 (0.04 au) を公転しており、主星が暗いにもかかわらずその表面温度は150℃になると推定されている。ただしグリーゼ581の周りに発見が報告されていた惑星のうちいくつかは、後に存在を否定する観測結果が報告されている。2006年には、5.5地球質量とさらに小さい系外惑星が、赤色矮星 OGLE-2005-BLG-390L の周囲に発見された。この惑星は主星から 3億9000万キロメートル (2.6 au) の距離を公転しており、表面温度はおよそ -220℃ (53 K) と推定されている。
2006年に銀河系バルジを対象に行われた太陽系外惑星の探査 (SWEEPS) では、太陽の4割の質量を持つ赤色矮星とみられる恒星の周りに、公転周期10時間の惑星の候補天体が見つかっている。この観測で発見された合計5つの周期1日以下の惑星候補はいずれも太陽より小さく暗い星を公転していた。このことから、赤色矮星のように質量が小さい恒星では超短周期の惑星が形成されやすいことが示唆されている。
2017年2月23日、NASAはみずがめ座の方向のおよそ39光年の距離にある赤色矮星 TRAPPIST-1 を公転する7つの地球サイズの惑星の発見を公表した。これらの惑星はトランジット法を用いて発見されたため、この惑星の質量を半径に関する情報が得られることとなる。7個の惑星のうち TRAPPIST-1e、f と g はハビタブルゾーン内にあるため、表面に液体の水を持つ可能性がある。

## 居住可能性

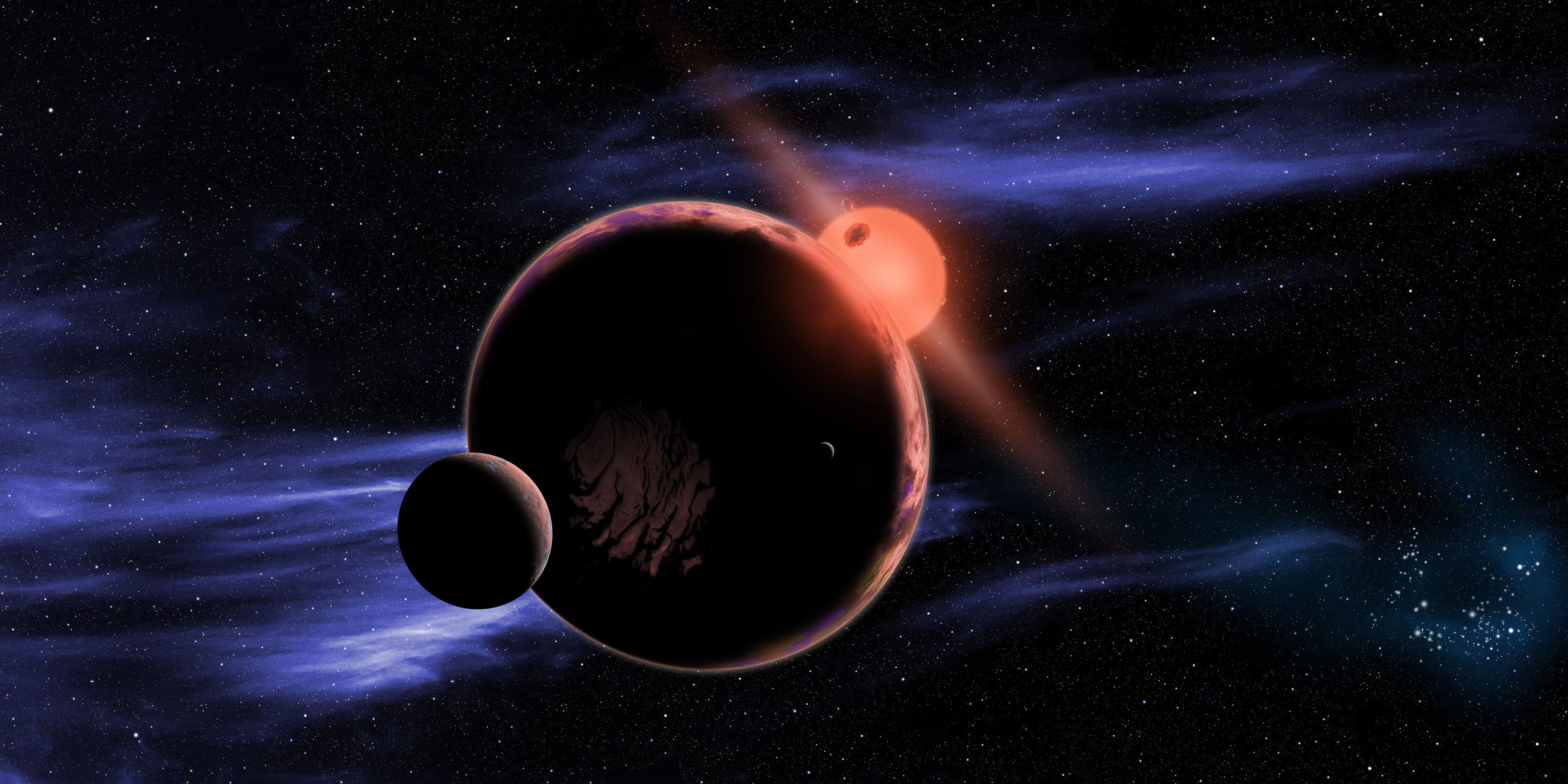
赤色矮星周りのハビタブルゾーン内を公転する、2つの太陽系外衛星を持つ惑星の想像図

赤色矮星系における惑星の居住可能性に関しては議論がある。赤色矮星は非常に多く存在し寿命も長いものの、その周囲にある惑星では生命の存在を困難にしうるいくつかの要因がある。まず、赤色矮星の周囲のハビタブルゾーンは恒星に非常に近い位置にあるため、その中を公転する惑星は自転と公転が潮汐固定されている可能性が高いという点である。このような惑星は、半分が永続的に昼間、もう半分は永久に夜となっている。そのため惑星の半分ともう半分の間に大きな温度差が生じる。このような環境では、地球上の生命と似た形態の生命が発達するのが困難になる可能性がある。さらにこのような潮汐固定された惑星の大気にも大きな問題が生じる。永久に夜となっている領域は大気の主要な気体成分が凍結するのに十分なほど低温になり、昼の領域はむき出しで乾燥した環境となる可能性がある。その一方で最近の理論では、分厚い大気や海洋によってそのような惑星でも熱を循環させることが可能であると提唱されている。
恒星のエネルギー放出の変動性も、生命の発達には負の影響を及ぼす可能性がある。赤色矮星はしばしば閃光星であり、このような恒星は巨大なフレアを起こし数分のうちに明るさが倍増する。この変動性も、赤色矮星の近くでの生命の発達と存続を難しいものにしうる。赤色矮星に近い位置を公転する惑星は、恒星がフレアを起こしたとしてもその大気を維持することが可能であるかもしれない。また、強いフレアは大気に厚いオゾン層をもたらし、生命に対するフレアの影響を減少させるという考え方もある。しかしより最近の研究では、これらの恒星は恒常的な高エネルギーのフレアと非常に巨大な磁場の源であり、地球のような生命が存在する可能性が低いことが示唆されている。このような性質は調査された恒星に特有のものなのか、あるいは赤色矮星全体に共通する特徴なのかは分かっていない。
赤色矮星を回っている惑星で進化した植物は、フレアから身を護る機能を発達させるとともに、光を効率的に吸収するために地球の植物とは違う色合いになり、場合によっては黒く見えるだろうという研究が発表されている。